# Музей пожарного дела Латвии

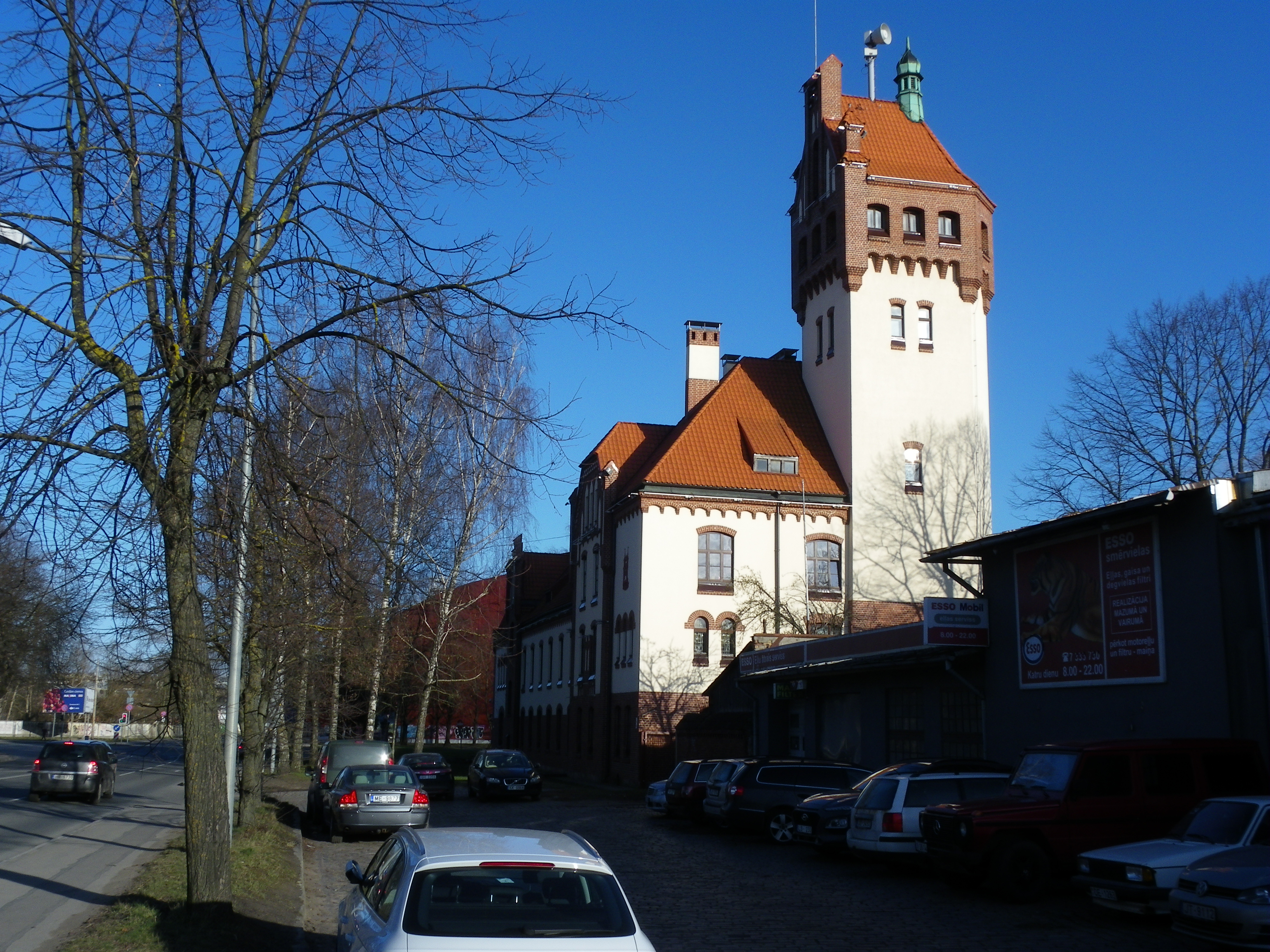
Вид здания со стороны улицы Ханзас

Музей пожарного дела Латвии (латыш. Latvijas Ugunsdzēsības muzejs) находится в Риге, на улице Ханзас, 5. 

## Описание
Пожарно-технический музей, открытый в 1978 году в Риге, располагается в бывшем здании пожарного депо постройки 1912 года. Здание, построенное по проекту архитектора Р. Шмелинга, является образцом рижского модерна и признано памятником архитектуры.
В музее собраны экспонаты, рассказывающие историю пожаротушения в Латвии с 1865 года. Выставлено оборудование для тушения пожаров, пожарные каски, рабочие инструменты, обмундирование. Действующий экспонат — паровой насос, изготовленный в Лондоне в 1899 году и работающий на дровах или угле. Доставить его на пожар могли «две лошадиные силы». Экспонируются пожарная машина «Chevrolet Six» 1930 года, старинная раскладная пожарная лестница, а также керамический макет дома в Риге как наглядное пособие причин возникновения пожаров. Представлены здесь и современные средства тушения огня. В музее имеется большая коллекция моделей пожарной техники.
На втором этаже музея расположен Зал славы, который хранит память о погибших огнеборцах, знамёна, медали и другие награды, списки награждённых за самоотверженность людей.